# سلسیوس
درجهٔ سِلسیوس (به سوئدی: Celsius) (مخفف: C°) که در گذشته سانتی‌گراد ((به فرانسوی: centigrade) برگرفته از centi به معنای یک‌صدم و grade به معنای درجه) خوانده می‌شد یکای سنجش دما است که در سیستم بین‌المللی آحاد SI مورد استفاده قرار می‌گیرد و یک یکای فرعی محسوب می‌شود نام سلسیوس به افتخار ستاره‌شناس سوئدی آندرس سلسیوس (۱۷۰۱ تا ۱۷۴۴) که مقیاسی مانند آن را برای دما پیشنهاد کرد نامگذاری شده‌است. عبارت درجهٔ سلسیوس می‌تواند اشاره‌کننده به یک دمای مشخص باشد یا به بازه‌ای از دما، تفاوت میان دو دما یا یک عدم قطعیت اشاره کند. نام این یکا تا سال ۱۹۴۸ «سانتیگراد» (به فرانسوی: centigrade) بود که از واژهٔ لاتین centum به معنی «۱۰۰» و gradus به معنی «گام» یا «مرحله» گرفته شده‌است.
در سال‌های ۱۷۴۴ تا ۱۹۵۴ نقطهٔ صفر درجه به عنوان نقطهٔ یخ‌زدگی آب و ۱۰۰ درجه به عنوان نقطهٔ جوش آب در فشار یک اتمسفر در نظر گرفته می‌شد. امروزه این تعریف‌ها بیشتر در دوران مدرسه کاربرد دارد.
با پذیرش جهانی، از سال ۱۹۵۴ به بعد «درجهٔ سلسیوس» یا مقیاس سلسیوس توسط صفر مطلق و نقطهٔ سه‌گانهٔ آب اقیانوس میانگین استاندارد وین (VSMOW) تعریف می‌شود که مربوط به گونه‌ای خاص آب خالص می‌باشد. همچنین این تعریف جدید دمای سلسیوس را مستقیماً به یکای کلوین پیوند می‌دهد. کلوین در ترمودینامیک، یکای اصلی SI در دستگاه بین‌المللی یکاها است و نماد آن K است. صفر مطلق پایین‌ترین دمای ممکنی است که در آن جرم ماده به پایین‌ترین انتروپی می‌رسد. این دما برابر ۰ کلوین یا ۲۷۳٫۱۵- سلسیوس است. دمای نقطهٔ سه‌گانه آب دقیقاً برابر است با ۲۷۳٫۱۶ کلوین یا ۰٫۰۱ سلسیوس.
با توجه به تفاوت این دو معیار در نقطهٔ سه گانهٔ آب و صفر مطلق روشن می‌شود که تفاوت این دو یکا به ازای ۲۷۳٫۱۶ درجه تنها در ۱ درجه‌است (تقریباً ۰٫۰۰۳۶۶) بنابراین بزرگی کلوین و سلسیوس برابر در نظر گرفته می‌شود؛ و گفته می‌شود که ۲۷۳٫۱۵- درجهٔ سلسیوس برابر با صفر کلوین و صفر درجهٔ سلسیوس برابر با ۲۷۳٫۱۵ کلوین است.

## تاریخچه

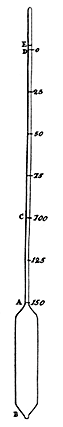
نمایی از دماسنج آندرس سلسیوس که در آن صفر نقطهٔ جوش آب و صد نقطهٔ ذوب یخ است.

در ۱۷۴۲ ستاره‌شناس سوئدی، آندرس سلسیوس (۱۷۰۱ تا ۱۷۴۴) توانست معیاری برای سنجش دما ارائه کند که وارون آنچه بود که امروز آن را سلسیوس می‌خوانیم. به عبارت دیگر، در مقیاس او صفر نقطهٔ جوش آب بود و ۱۰۰ نقطهٔ ذوب یخ. او در مقاله‌ای به نام مشاهدهٔ دو دمای ماندگار بر روی یک دماسنج، تجربه‌های خود را توضیح داد و نشان داد که چگونه فشار بر نقطهٔ ذوب یخ بی تأثیر است. از سوی دیگر با دقت خوبی نشان داد که دمای جوش آب تابع فشار محیط است. او پیشنهاد داد که دمای جوش آب به عنوان نقطهٔ صفر قرار گیرد که در این صورت با فشار هوا در سطح دریاها متناسب خواهد بود. این فشار را، فشار اتمسفری می‌نامند. چندی بعد، ادارهٔ بین‌المللی اوزان و مقیاس‌ها (BIMP) در دهمین کنفرانس خود بر روی وزن‌ها و مقیاس‌ها اعلام کرد که یک اتمسفر دقیقاً برابر است با ۱۰۱۳۲۵۰ دین بر سانتیمتر مربع یا ۱۰۱٫۳۲۵ پاسکال.
در ۱۷۴۴ همزمان با مرگ آندرس سلسیوس، کارل لینه (۱۷۰۷ تا ۱۷۷۸) گیاه‌شناس سوئدی، وارون دماسنج سلسیوس را ساخت. «دماسنج لینه» در گلخانهٔ خودش کاربرد داشت. دانیل اکستروم که یک سازندهٔ برجستهٔ ابزارهای علمی بود دماسنج لینه را برایش ساخت.

### سانتیگراد و سلسیوس
از سدهٔ ۱۹ میلادی به این سو، در همهٔ جامعههای، علمی در سراسر جهان از این مقیاس سنجش دما با نام "سانتیگراد" یاد می‌شد. البته در بیشتر موارد تنها به گفتن "درجه" بسنده می‌شد ولی اگر می‌خواستند که دقیق تر صحبت کنند به آن "درجهٔ سانتیگراد" می‌گفتند. نماد این پیمانه °C است.
تا فوریهٔ ۱۹۸۵ وضع چنین بود تا اینکه در بخش هواشناسی بی‌بی‌سی این سنت شکسته شد و به‌جای سانتیگراد به آن "سلسیوس" گفته شد.
از آنجایی که سانتیگراد در زبان‌هایی مانند فرانسوی و اسپانیایی نام یکای اندازه‌گیری زاویه بود (۱/۱۰٬۰۰۰ زاویهٔ قائمه) و در دیگر زبان‌ها هم مفهوم‌های همانندی را یادآوری می‌کرد، برای همین در استانداردهای بین‌المللی مانند BIPM از عبارت centesimal degree برای کاربرد دقیق نام آن استفاده می‌شد. در نهایت در نهمین کنفرانس بین‌المللی اوزان و مقیاس‌ها و در انجمن بین‌المللی اوزان و مقیاس‌ها در سال ۱۹۴۸ به‌طور رسمی نام درجهٔ سلسیوس با نماد °C پذیرفته شد.
در کاربردهای علمی فقط سلسیوس بکار می‌رود و سانتیگراد فقط در کاربردهای عمومی استفاده دارد.

### برخی دماهای پرکاربرد
|                                                                             | کلوین      | سلسیوس     | فارنهایت    |
| --------------------------------------------------------------------------- | ---------- | ---------- | ----------- |
| صفر مطلق (دقیق، طبق تعریف)                                                  | ۰ K        | −۲۷۳٫۱۵ °C | −۴۵۹٫۶۷ °F  |
| نقطهٔ جوش نیتروژن مایع                                                       | ۷۷٫۴ K     | −۱۹۵٫۸ °C  | −۳۲۰٫۳ °F   |
| نقطهٔ تصعید یخ خشک.                                                          | ۱۹۵٫۱ K    | −۷۸ °C     | −۱۰۸٫۴ °F   |
| نقطهٔ برخورد پیمانه‌های سنجش سلسیوس و فارنهایت.                               | ۲۳۳٫۱۵ K   | −۴۰ °C     | −۴۰ °F      |
| نقطهٔ ذوب H۲O (یخ خالص)                                                      | ۲۷۳٫۱۴۹۹ K | −۰٫۰۰۰۱ °C | ۳۱٫۹۹۹۸۲ °F |
| نقطهٔ سه‌گانه آب (دقیق، طبق تعریف)                                            | ۲۷۳٫۱۶ K   | ۰٫۰۱ °C    | ۳۲٫۰۱۸ °F   |
| دمای بدن انسان معمولی (میانگین)                                             | ۳۱۰ K      | ۳۷٫۰ °C    | ۹۸٫۶ °F     |
| نقطهٔ جوش آب در فشار یک اتمسفر (۱۰۱٫۳۲۵ kPa) (نگاه کنید به: نقطهٔ جوش تقریبی) | ۳۷۳٫۱۳۳۹ K | ۹۹٫۹۸۳۹ °C | ۲۱۱٫۹۷۱ °F  |